# Василь Лукомський
Василь Іванович Лукомський (1660-ті, Полтава — після 1713, Умань) — козацький військовий діяч, уманський полковник (1707—1709), осадив заново низку знелюднілих міст на теренах Брацлавщини. Батько українського історика та письменника Степана Лукомського.

## Життєпис
Народився у Полтаві в козацькій родині. Батько — уродженець Умані, що під час подій Руїни переселився на Лівобережжя. Козак Іван тривалий час мешкав у сотенному містечку Лукім'я Лубенського полку, звідки і отримав своє прізвище. Батько помер, коли його син Василь був малолітній. Матір разом із сином переїхала до родичів на Уманщину.
Після розорення Умані османськими військами у 1674 році родина була змушена повернутись на лівий берег, поселившись у Переяславі. Ймовірно, у Переяславському полку Василь розпочав військову службу. У 1685 році знову перебрався на Правобережжя, після того, як Сейм Речі Посполитої відновив там козацький устрій. Вступив на службу до Фастівського полку Семена Палія. Під керівництвом сотників Карпа Часника та Павла Циганчука брав участь у боях з татарами, у тому числі — у набігах на володіння Кримського ханства. В одному з походів потрапив у полон до буджацьких татар, викупив себе за 500 левкових талерів.
Після приєднання правобережних полків до Лівобережної Гетьманщини у 1704 році призначений гетьманом Іваном Мазепою осадчим Уманського полку. Також обіймав посади уманського городового отамана та сотника. Заселяв людьми спустошені війнами території. Повторно осадив Умань, Ладижин, Монастирище, Маньківку, Буки. Сплачував податки до гетьманських столиць — Батурина та Глухова. З 1707 по 1709 роки був уманським полковником. Після Полтавської битви знову понижений до сотника.
У 1711 році на чолі Уманської сотні воював проти козаків Пилипа Орлика та Костя Гордієнка. У бою під містечком Нерубайка потрапив у полон до запорожців Гордієнка. Проданий перекопському каймакаму, перебував у Криму. Після сплати викупу повернувся на Уманщину, де й дожив віку. Можливо, у 1713 році, після ліквідації козацького устрою на Правобережжі, знову переїхав на лівий берег, де мешкав його син.

## Родина
Був одружений з переяславською міщанкою Євдокією Дубською.
Син Денис — козак Уманської сотні, загинув у 1711 році під час Прутського походу, у якому брав участь на боці московського війська.
Син Степан (1701 — 1770-ті) — старший канцелярист Генеральної військової канцелярії, прилуцький полковий обозний, історик, письменник і перекладач, автор «Собрания исторического» — хроніки з історії України XIV — XVI століть.